# Taranto Football Club 1927 2012-2013
Questa voce raccoglie le informazioni riguardanti il Taranto Football Club 1927 nelle competizioni ufficiali della stagione 2012-2013.

## Organigramma societario
Area direttiva
- Presidente: Elisabetta Zelatore poi Fabrizio Nardoni

Area tecnica
- Direttore sportivo:
- Allenatore: Tommaso Napoli poi Giacomo Pettinicchio
- Vice Allenatore: Gilberto D'Ignazio Pulpito
- Preparatori atletici: Giuseppe Vizzielli, Ciro Gallo

Area sanitaria
- Medico sociale: Guido Petrocelli
- Massaggiatori: Sante Simone

## Rosa
| N. |                   | Ruolo | Calciatore          |
| -- | ----------------- | ----- | ------------------- |
|    | Italia (bandiera) | P     | Angelo Maraglino    |
|    | Italia (bandiera) | P     | Giovanni Costantino |
|    | Italia (bandiera) | D     | Raffaele Rosato     |
|    | Italia (bandiera) | D     | Vittorio Prete      |
|    | Italia (bandiera) | D     | Fabio Prosperi      |
|    | Italia (bandiera) | D     | Raffaele Stigliano  |
|    | Italia (bandiera) | D     | Michele Brancato    |
|    | Italia (bandiera) | D     | Fabio Grieco        |
|    | Italia (bandiera) | D     | Francesco Terrenzio |
|    | Italia (bandiera) | C     | Carlo Vicedomini    |
|    | Italia (bandiera) | C     | Ermanno Cordua      |
|    | Italia (bandiera) | C     | Daniele Biondo      |
|    | Italia (bandiera) | C     | Francesco Mignogna  |
|    | Italia (bandiera) | C     | Salvatore Papa      |

| N. |                      | Ruolo | Calciatore              |
| -- | -------------------- | ----- | ----------------------- |
|    | Italia (bandiera)    | C     | Valerio Gnoni           |
|    | Italia (bandiera)    | C     | Cosimo Aiello           |
|    | Italia (bandiera)    | C     | Giovanni Catalano       |
|    | Italia (bandiera)    | C     | Daniel Bradaschia       |
|    | Italia (bandiera)    | C     | Francesco Fonzino       |
|    | Romania (bandiera)   | C     | Gaetano Vapore          |
|    | Argentina (bandiera) | A     | Hernan Rodolfo Molinari |
|    | Italia (bandiera)    | A     | Massimo Fumai           |
|    | Italia (bandiera)    | A     | Giuseppe Curri          |
|    | Italia (bandiera)    | A     | Francesco Faccini       |
|    | Italia (bandiera)    | A     | Loris Battista          |
|    | Italia (bandiera)    | A     | Giovanni Bongermino     |
|    | Italia (bandiera)    | A     | Alessandro Gatto        |
|    | Italia (bandiera)    | A     | Badr Eddin El Ouazni    |

## Risultati

### Campionato

#### Girone di andata
| Arbitro: | Zanonato (Vicenza) |

|  |           |                      |
|  | Marcatori | 82’ Sarli 90+5’ Cosa |

| Arbitro: | Mei (Pesaro) |

|  |           |                                   |
|  | Marcatori | 28’ Manzo 51’ Longo 88’ Del Sorbo |

| Arbitro: | Giuia (Pisa) |

|          |           |                 |
| Cosa 56’ | Marcatori | Giglio 42’, 76’ |

| Arbitro: | Marcolin (Schio) |

|                              |           |  |
| Di Rito 4’ (rig.) Genchi 24’ | Marcatori |  |

| Taranto 30 settembre 2012, ore 15.00 5ª giornata | Taranto             | 0 – 0 | Sant'Antonio Abate | Stadio Erasmo Iacovone\| Arbitro: \| Molinaroli (Verona) \| |
| Arbitro:                                         | Molinaroli (Verona) |       |                    |                                                             |

| Arbitro: | Marchese (Cosenza) |

|                          |           |              |
| Sorrentino 24’ Barra 82’ | Marcatori | 50’ Prosperi |

| Arbitro: | Amambile ( Vicenza[) |

|                             |           |  |
| Prosperi 61’ Bongermino 74’ | Marcatori |  |

| Arbitro: | Proietti (Terni) |

|                              |           |  |
| Cataruozzolo 57’ Tortora 61’ | Marcatori |  |

| Taranto 28 ottobre 2012, ore 14.30 9ª giornata | Taranto                    | 0 – 0 | CTL Campania | Stadio Erasmo Iacovone\| Arbitro: \| Costantini (Ascoli Piceno) \| |
| Arbitro:                                       | Costantini (Ascoli Piceno) |       |              |                                                                    |

| Arbitro: | Diomaiuta (Albano Laziale) |

|                                |           |                           |
| Ceccarelli 31’, 65’ Todino 60’ | Marcatori | 9’ (rig.) Fumai 11’ Curri |

| Arbitro: | Viotti (Tivoli) |

|                                                  |           |                |
| Cordua 36’ Fumai 53’ Stigliano 88’ Faccini 90+2’ | Marcatori | 57’ Vitagliano |

| Arbitro: | Turiano (Reggio Calabria) |

|           |           |                        |
| Cacace 3’ | Marcatori | 82’ Fumai 88’ Mignogna |

| Taranto 25 novembre 2012, ore 14.30 13ª giornata | Taranto         | 0 – 0 | Monospolis | Stadio Erasmo Iacovone\| Arbitro: \| Cassarà (Cuneo) \| |
| Arbitro:                                         | Cassarà (Cuneo) |       |            |                                                         |

| Arbitro: | Giuliani (Teramo) |

|                                       |           |                               |
| Antico 48’ Vetrugno 77’ Corvino 90+2’ | Marcatori | 59’ Mignogna 90+8’ Vicedomini |

| Arbitro: | Moraglia (Verona) |

|              |           |  |
| Mignogna 12’ | Marcatori |  |

| Arbitro: | Fiorini (Frosinone) |

|                                           |           |              |
| Di Giorgio 28’ Del Prete 46’ Manzella 70’ | Marcatori | 39’ Molinari |

| Arbitro: | Capraro (Cassino) |

|  |           |            |
|  | Marcatori | 34’ Masini |

#### Girone di ritorno
| Arbitro: | Parrella (Battipaglia) |

|                                                                  |           |  |
| Molinari 7’, 43’ Mignogna 9’ Gatto 54’ Vicedomoni 62’ Biondo 73’ | Marcatori |  |

| Arbitro: | Cosimo (Torino) |

|           |           |  |
| Manzo 40’ | Marcatori |  |

| Arbitro: | Tesi (Pistoia) |

|              |           |                        |
| Loiacono 15’ | Marcatori | 57’ Molinari 85’ Gatto |

| Arbitro: | Sommese (Nola) |

|              |           |  |
| Mignogna 87’ | Marcatori |  |

| Arbitro: | Lombardi (Brescia) |

|                         |           |                          |
| Morella 10’ Tedesco 31’ | Marcatori | 50’ Gatto 90+4’ Molinari |

| Arbitro: | Castello (Chivasso) |

|                                                |           |                           |
| Mignogna 27’ (rig.) El Ouazni 38’ Molinari 75’ | Marcatori | 12’ Volzone 33’ Cammarota |

| Pozzuoli 23 febbraio 2013, ore 14.30 24ª giornata | Puteolana Internapoli | 0 – 0 | Taranto | Stadio Domenico Conte\| Arbitro: \| Fourneau (Roma) \| |
| Arbitro:                                          | Fourneau (Roma)       |       |         |                                                        |

| Arbitro: | Iorio (Torre Annunziata) |

|                                      |           |                                    |
| Grieco Fa. 8’ Fumai 32’ Molinari 50’ | Marcatori | 43’ (rig.) Limatola 53’ Griego Fr. |

| Arbitro: | Affatato (Domodossola) |

|                              |           |                    |
| Cavallini 44’ Carnicelli 87’ | Marcatori | 30’, 47’ El Ouazni |

| Arbitro: | Scarpini (Arezzo) |

|  |           |                                            |
|  | Marcatori | 17’ (rig.) Di Gennaro 19’ (aut.) Stigliano |

| Arbitro: | Sprezzola (Mestre) |

|                |           |                   |
| Pignatelli 63’ | Marcatori | 29’, 54’ Molinari |

| Arbitro: | Valiante (Nocera Inferiore) |

|                     |           |             |
| Molinari 52’ (rig.) | Marcatori | 10’ Tedesco |

| Arbitro: | Agostini (Bologna) |

|  |           |            |
|  | Marcatori | 35’ Grieco |

| Arbitro: | Conforti (Salerno) |

|                                                      |           |             |
| Grieco 8’ Antico 22’ (aut.) Molinari 68’ Gnoni 90+5’ | Marcatori | 26’ Corvino |

| Arbitro: | Ragonesi (Perugia) |

|                   |           |                     |
| Panico 89’ (rig.) | Marcatori | 31’ (rig.) Molinari |

| Arbitro: | Mangino (Tivoli) |

|                                         |           |                                        |
| Prosperi 8’ (87) Curri 38’ Molinari 62’ | Marcatori | 39’ Della Ventura 58’ (aut.) Maraglino |

| Arbitro: | Vingo (Pisa) |

|                                                      |           |  |
| Cunzi 12’ Masini 36’ Longo 42’ Perna 60’ Galizia 86’ | Marcatori |  |

### Coppa Italia Serie D

#### Primo Turno
| Arbitro: | Calogiuri (Lecce) |

|                                     |           |           |
| Scrimieri 3’ Formuso 9’ Pastano 85’ | Marcatori | 74’ Curri |